# Wappen der Stadt Schneeberg
Das Wappen der Stadt Schneeberg ist, neben Flagge und Dienstsiegel, ein Hoheitszeichen der Bergstadt Schneeberg im sächsischen Erzgebirgskreis.

## Blasonierung
Die offizielle Blasonierung, d. h. die Wappenbeschreibung, regelt die Hauptsatzung der Stadt Schneeberg wie folgt:

„Das Stadtwappen besteht aus zwei Bergleuten in Schneeberger Tracht, die jeweils außen ein kleines Wappen halten. Das rechte Wappen, im Sinne der Heraldik gesehen, besteht aus den sächsischen Kurschwertern (Kurfürstentum Sachsen) und der sächsischen Raute (Herzogtum Sachsen). Das linke Wappen ist das erste Stadtwappen von Schneeberg aus dem Jahr 1534 nach Entwurf von Wolfgang Krodel. Der Mittelschild des Wappens zeigt Johannes den Täufer.“

## Geschichte und Begründung

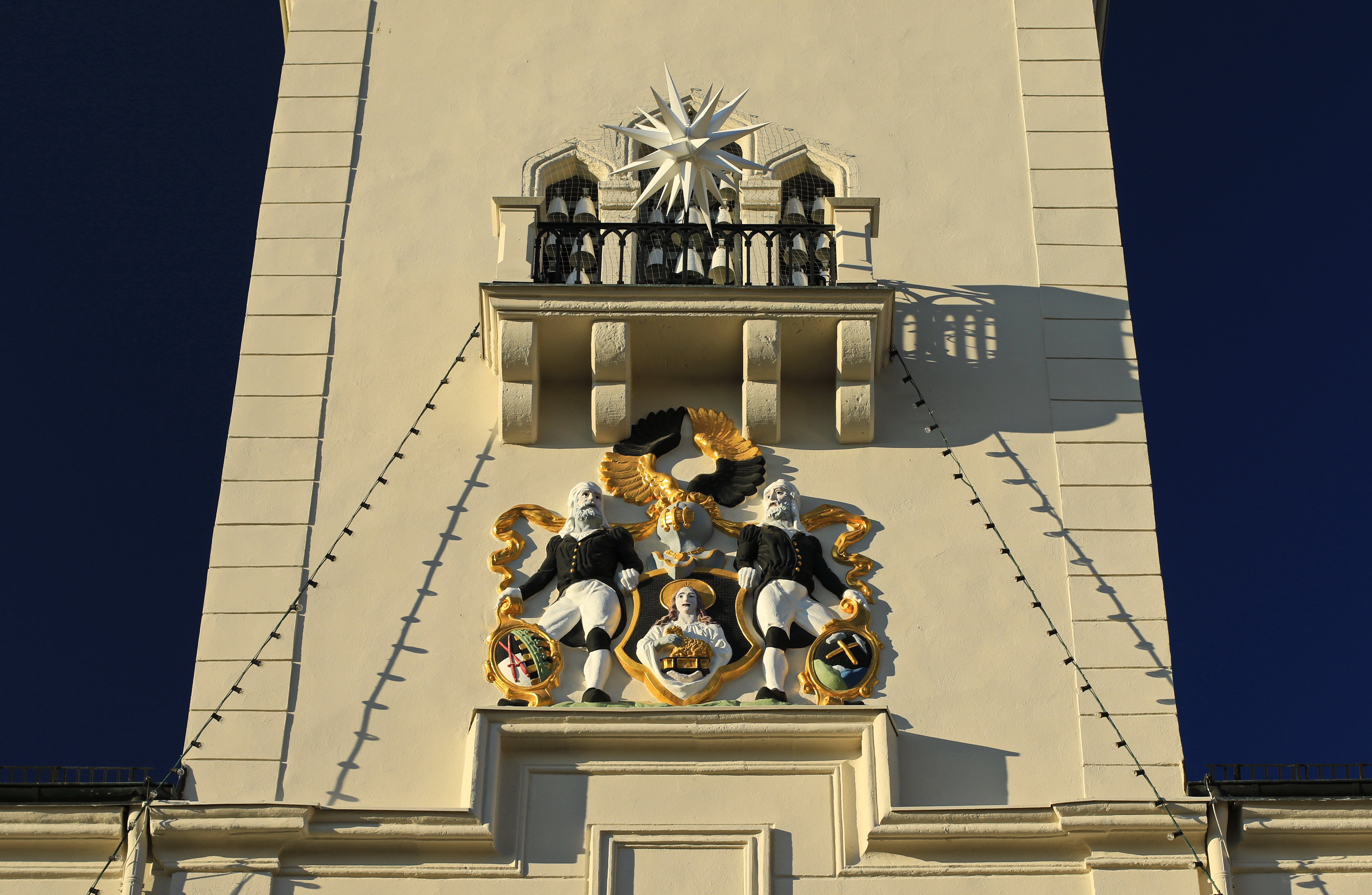
Schneeberger Wappen (angebracht 1852) von 1665 am Schneeberger Rathaus …

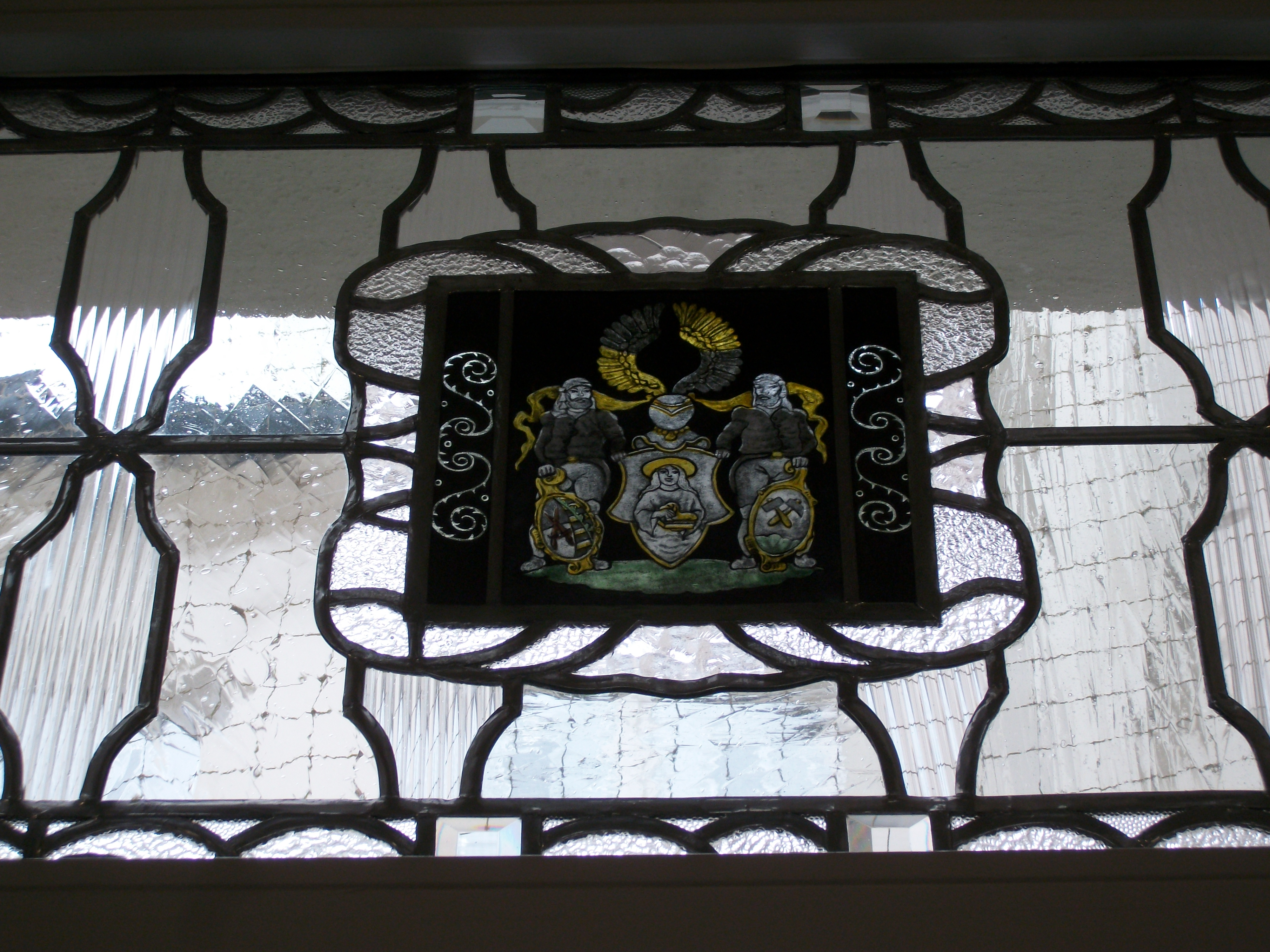
… und am Rathausfenster

Schneeberg führte seit 1534 ein Wappen, das, wie bereits in der Wappenbeschreibung genannt, von Wolfgang Krodel d. Ä., einem Schneeberger Maler, gestaltet wurde. Es zeigt Schlägel und Eisen über drei Bergen, nämlich:
- in Grün: den Mühlberg (auf dem sich der heutige Stadtteil Mühlberg befindet);
- in Silber: den Schneeberg und
- in Blau: den Wolfsberg.

Dieses Wappen ist bis heute erhalten und steht im Wappen von 1665 heraldisch links, d. h. rechts. Die Farbgestaltung beschreibt Krodel:

„Der Schild silbern, der Berg grün und weiß und blau, der Schlegel und Eisen in yhrer farb, die Crone golde.“

Am 24. August 1665 verlieh Kurfürst Johann Georg II. der Stadt eine neue Ratsfassung, mit der ein neues Wappen einherging, das dem noch immer gültigen entspricht. Es wurde wie folgt beschrieben:

„In einem schwarzen Schilde das Bildnis Johannes, auf dem Schilde einen Stechhelm und über dem selben zwei ausgeschlagene Flügel, welche zur Hälfte gelb und zur Hälfte schwarz, beide mit verwechselten Farben, neben dem Schild zwei stehende Bergleute in ihren gewöhnlichen schwarz und weißen Kleidungen, von denen jeder mit der einen Hand das Hauptschild, in der anderen Hand aber ein kleines Schildlein hält – der zur rechten mit dem Wappen des Chur- und Herzogthums Sachsens der andere aber hält das bisher geführte Siegel.“

Dieses Stadtwappen trug überdies die Umschrift Sigillum Senatus Schneebergensis.

## Flagge und Dienstsiegel
Schneeberg führt eine längsgestreifte Flagge in Bannerform in den Stadtfarben Schwarz-Gelb im Verhältnis 1:1 und mit aufgelegtem Stadtwappen. Das Dienstsiegel trägt das Wappenschild mit der Umschrift „STADT SCHNEEBERG“. Mit der Siegelführung ist der Bürgermeister oder von ihm Betraute beauftragt.